# Dabney dos Santos
Pour les articles homonymes, voir dos Santos.
Dabney dos Santos Souza, abrégé Dabney dos Santos, né le 31 juillet 1996 à Amsterdam, est un footballeur néerlandais et cap-verdien. Il évolue au poste d'ailier gauche à l'AZ Alkmaar.

## Carrière

### En club
Dabney dos Santos est lié avec l'AZ Alkmaar jusqu'en 2019.

### En équipe nationale
Dabney dos Santos est sélectionné dans quasiment toutes les catégories de jeunes, des moins de 17 ans jusqu'aux espoirs néerlandais. Il inscrit deux buts avec les moins de 17 ans.

## Statistiques
| Saison                | Club                  | Championnat           | Championnat | Championnat | Coupe(s) nationale(s) | Coupe(s) nationale(s) | Compétition(s) continentale(s) | Compétition(s) continentale(s) | Compétition(s) continentale(s) | Total | Total |
| Saison                | Club                  | Division              | M.          | B.          | M.                    | B.                    | Comp.                          | M.                             | B.                             | M.    | B.    |
| 2014-2015             | AZ Alkmaar            | Eredivisie            | 23          | 2           | 1                     | 0                     | -                              | -                              | -                              | 24    | 2     |
| 2015-2016             | AZ Alkmaar            | Eredivisie            | 30          | 4           | 5                     | 0                     | C3                             | 7                              | 1                              | 42    | 5     |
| 2016-2017             | AZ Alkmaar            | Eredivisie            | 12          | 2           | 1                     | 0                     | C3                             | 8                              | 1                              | 21    | 3     |
| Total sur la carrière | Total sur la carrière | Total sur la carrière | 65          | 8           | 7                     | 0                     | -                              | 15                             | 2                              | 87    | 10    |